# Noriko Ishibashi
Noriko Ishibashi (石橋 紀子, Ishibashi Noriko), née le 5 mai 1970, est une joueuse internationale de football japonaise.

## Biographie
Le 24 décembre 1989, elle fait ses débuts avec l'équipe nationale japonaise lors de la Coupe d'Asie, contre la Népal. Elle compte 3 sélections et 1 buts en équipe nationale du Japon de 1989 à 1991.

## Statistiques
Le tableau ci-dessous présente les statistiques de Noriko Ishibashi en équipe nationale
| Équipe du Japon | Équipe du Japon | Équipe du Japon |
| Année           | Matchs          | Buts            |
| --------------- | --------------- | --------------- |
| 1989            | 1               | 1               |
| 1990            | 0               | 0               |
| 1991            | 2               | 0               |
| Total           | 3               | 1               |

## Palmarès
- Finaliste de la Coupe d'Asie 1991
- Troisième de la Coupe d'Asie 1989